# 宋偉恩
宋偉恩（英文：Wayne Song，1994年12月20日—），曾用名宋緯恩，台灣男演員。

## 簡歷
出生於台灣台中市，畢業於台灣藝術大學戲劇學系。2015年，簽約成為怡佳娛樂經紀公司培訓藝人，參與為期1年6個月的演員培訓課程。2015年參與三立電視台週五華劇《料理高校生》演出，從而進入演藝圈。2016年參與三立電視台週五華劇《飛魚高校生》，飾演學生反派馬林魚隊隊員崔敏浩（海怪），打開知名度。
2018年出演TVBS電視劇《翻牆的記憶》，在劇中飾演叛逆的高中生侯承育（老猴），憑藉該劇在第53屆金鐘獎入圍戲劇節目新進演員獎。同年在三立華人電視劇週五檔電視劇《姊的時代》中飾演徐泰亨，並在週日十點檔電視劇《高校英雄傳》飾演蔡強生。
2019年在LINE TV網路劇《HIStory3：那一天》中飾演項豪廷一角而人氣急升。2020年起，把藝名從「宋緯恩」改為「宋偉恩」。根據經紀人的解釋，改名的原因是出於「緯」一字較為難寫，且常常被寫錯，在徵得母親同意後決定改名。

## 影視作品

### 綜藝實境節目主持
- 與許效舜、呂雪鳳、劉品言主持《花甲少年趣旅行》第11-13集。（2022年6月18日-7月2日） [6][7]
- 與王傳一、陳漢典主持《請問 今晚住誰家》第721-722集。（2023年3月29日-3月30日）

### 綜藝節目
- 2021年：今天誰來店之逃出密室 （页面存档备份，存于）
- 2022年：我們練愛吧第二季 EP23.EP24（梁以辰）

### 戲劇節目
| 年 度 | 播 出 頻 道           | 劇 名            | 角 色                   | 導演                        |
| 2015  | 三立都會台/東森綜合台 | 料理高校生       | 同班同學                | 許珮珊                      |
| 2016  | 三立都會台/東森綜合台 | 飛魚高校生       | 崔敏浩（海怪）          | 吳蒙恩                      |
| 2018  | TVBS歡樂台            | 翻牆的記憶       | 侯承育（老猴）          | 何潤東                      |
| 2018  | 三立都會台/東森綜合台 | 姊的時代         | 徐泰亨                  | 張佳賢                      |
| 2018  | 三立都會台            | 高校英雄傳       | 蔡強生                  | 張佳賢                      |
| 2019  | 八大綜合台            | 90後的我們       | 阿喚                    | 彭兆鴻                      |
| 2019  | LINE TV               | HIStory3：那一天 | 項豪廷                  | 蔡宓潔                      |
| 2020  | Vidol YouTube         | 限時同居侯八天   | 灰孤狼                  | 陳孟洧                      |
| 2020  | KKTV                  | Life 線上的我們  | 客串                    | 二宮崇                      |
| 2020  | TVBS歡樂台            | 粉紅色時光       | 蔣克森（學生時期）      | 郝心翔                      |
| 2021  | LINE TV               | 愛的奧特萊斯     | 史松翔 Stan（客串演出） | 安竹間                      |
| 2021  | Vidol KKTV            | 約·定            | Mr. 崔（客串）          | 姜秉辰                      |
| 2021  | 台視 三立都會台       | 戀愛是科學       | 安東尼（客串）          | 張晉榮 蔡喜甄 李孔尉        |
| 2022  | 衛視中文台            | 我和我的鋼四壁   | 孫子謙                  | 丁仰國 姜秉辰 周俊倫 卓群超 |
| 2022  | Disney+、bilibili     | 正義的算法       | 鄭哲瀚                  | 許富翔                      |
| 2022  | CATCHPLAY+            | 正負之間         | 小恩                    | 姜秉辰                      |
| 2022  | 民視、緯來戲劇台      | 決勝的揮拍       | 少年忠勇                | 郝心翔                      |
| 2023  | YouTube、GagaOOLala   | 奇蹟             | 张腾                    | 吳孟糖                      |
| 2024  | 大愛電視台            | 血·拾人生        | 朱頤                    | 黃常祚                      |
| 2025  | 大愛電視台            | 生日快樂         | 石世明                  | 黃克義                      |
| 2025  | MyVideo               | 喝酒吧！笨蛋     | 大牛                    | 樓一安                      |

### 迷你劇集
| 年 度 | 播出頻道 | 劇 名          | 角 色          | 導演           |
| 2019  | 華視     | 俗女養成記     | 陳嘉明         | 嚴藝文、陳長綸 |
| 2020  | MyVideo  | 違反校規的跳投 | 年達雄（年年） | 李若辳         |
| 2021  | 華視     | 俗女養成記2    | 陳嘉明         | 嚴藝文、陳長綸 |

### 微電影
- 台灣賓士《哥兒們不設限–美食篇》
- 「就業服務攏底家」-臺北市就業服務處

### 舞台劇
| 年 度 | 劇 名              | 角 色    | 導演           |
| 2020  | 莎姆雷特           | 恩偉王子 | 黃毓棠         |
| 2020  | 歡迎光臨主廚之家   | 主廚開禹 | 何安妘         |
| 2022  | 用九柑仔店         |          | 黃毓棠、邱逸峰 |
| 2022  | Felicità婚禮事務所 | 汪哥     | 何安妘         |
| 2025  | 三個不結婚的女人   | 呂成帝   | 孫自怡         |

## 音樂作品

### 單曲
| 年 度 | 上 映 日 期 | mv名稱     | 演唱                         | 歌手         |
| 2019  | 12月23日    | 再活一遍   | 宋偉恩、黃雋智、蕭秉治       | 蕭秉治       |
| 2020  | 5月18日     | 暴風圈     | 宋偉恩、盧栗莉、嘎嘎、勵政達 | 盧栗莉、嘎嘎 |
| 2021  | 5月6日      | 愛就愛上了 | 王欣晨 ft. 宋偉恩            | 王欣晨       |

### 音樂錄影帶
| 年 度 | 上 映 日 期 | mv名稱         | 演員                           | 歌手   |
| 2019  | 12月19日    | 有沒有想過我   | 宋偉恩、黃雋智、張瀚元、劉韋辰 | 魏嘉瑩 |
| 2020  | 7月17日     | 如果有這麼一天 | 宋偉恩                         | 王欣晨 |
| 2020  | 7月24日     | 格格不入       | 宋偉恩、王渝屏                 | 陳立農 |

## 廣告
- Chocola BB Collagen 松鼠篇
- 必勝客 Pizza Hut Taiwan 形象大使
- 雷蛇 Razer 形象大使

## 出版書籍

### 攝影集
| 書 名                          | 發行日期   |
| 《飛魚高校生：泳敢男孩寫真誌》 | 2016年9月  |
| 《貳柒.禮》                    | 2021年12月 |

### 雜誌
| 年代 | 書 名     | 月號/期數   | 內 容                                   |
| 2016 | S˙POP華流 | 8月/41期    | SUMMER BOYS 飛魚ｘ馬林魚 一起泳敢愛吧！ |
| 2020 | 明潮Mint  | 8月/第339期 | 專訪／乘風破浪的青春 吳念軒 宋偉恩      |
| 2021 | 明潮Mint  | 6月/第345期 | 封面專訪／騷動的青春 宋偉恩 黃冠智 韓寧 |

## 活動
2019年
- 11月7日 SAHNE 紗奈潤澤乳霜 為愛益起守護 慈善義賣記者會
- 11月23日 LOOKin Beauty 統一時代百貨（高雄店）一日店長

2020年
- 9月5日 LAURA MERCIER 台中中友百貨 一日店長
- 10月28日 成功大學、南臺科技大學 戲劇講座：走在導演/演員這條路上（與黃毓棠）
- 11月7日 LAURA MERCIER美妝市集 一日店長

## 獎項紀錄
| 年份   | 頒獎典禮         | 獎項                   | 作品           | 角色   | 結果 |
| ------ | ---------------- | ---------------------- | -------------- | ------ | ---- |
| 2018年 | 第53屆金鐘獎     | 戲劇節目新進演員獎     | 《翻牆的記憶》 | 侯承育 | 提名 |
| 2025年 | 亞洲影視內容大獎 | 電視節目類最佳男主角獎 | 《血·拾人生》  | 朱頤   | 待定 |

## 外部連結
- 宋偉恩的Facebook專頁
- 宋偉恩的Instagram帳戶
- 宋偉恩的X（前Twitter）
- 宋偉恩的新浪微博